# Brożec (województwo opolskie)
Brożec (dodatkowa nazwa w j. niem. Broschütz) – wieś w Polsce położona w województwie opolskim, w powiecie krapkowickim, w gminie Walce. Historycznie leży na Górnym Śląsku, na ziemi prudnickiej.
W latach 1945–1954 miejscowość należała do gminy Walce w powiecie prudnickim. W latach 1954–1961 wieś należała i była siedzibą władz gromady Brożec, po jej zniesieniu w gromadzie Żużela. W latach 1975–1998 miejscowość administracyjnie należała do ówczesnego województwa opolskiego.
Miejscowość stanowi 18,7% powierzchni gminy Walce zajmując obszar 12,97 km². W Brożcu mieszka też 14,6% mieszkańców gminy.  

## Nazwa
Pod nazwą Brosci miejscowość pojawia się już  w 1228 roku w łacińskim dokumencie wydanym przez Kazimierza I Opolskiego, w którym miejscowość wymieniona jest w szeregu miejscowości założonych na prawie polskim iure polonico.
Nazwa pochodzi prawdopodobnie od pierwszego właściciela lub zasadźcy o imieniu Brożek. W łacińskim dokumencie z 1282 roku wydanym przez kancelarię biskupa wrocławskiego Tomasza miejscowość zanotowana została w formie Brosez. Pierwotna nazwa została później zgermanizowana – początkowo na Broszetz, a później na Broschütz tracąc swoje znaczenie.
W alfabetycznym spisie miejscowości na terenie Śląska wydanym w 1830 roku we Wrocławiu przez Johanna Knie miejscowość występuje pod polską nazwą Broszec oraz dwiema zgermanizowanymi Broszetz i Broschütz. Topograficzny opis Górnego Śląska z 1865 roku notuje wieś pod niemiecką nazwą Broschütz, a także wymienia zniekształconą, polską nazwę Broscec we fragmencie: "Broschütz (1282 Brosez, 1383 Broschicz, 1534 Broschetz, polnisch Broscec)".
Za czasów narodowego socjalizmu Hitlera, wioska nosiła nazwę Schobersfelde. 15 marca 1947 r. nadano miejscowości, wówczas administracyjnie należącej do powiatu prudnickiego, polską nazwę Brożec.

## Historia
Ślady pobytu człowieka na terenie obecnej wsi Brożec, potwierdzone badaniami archeologicznymi, sięgają epoki neolitu. Przez obszar wsi prawdopodobnie przechodził „bursztynowy” szlak handlowy z Opola na Morawy.
Pierwsza wzmianka o miejscowości pochodzi z dokumentu z 1228. Założycielami wsi byli cystersi z klasztoru w Kazimierzu. W 1290 cała dziesięcina została przypisana klasztorowi norbertanek w Czarnowąsach. W dokumentach z 1319 wymieniony został sołtys w Brożcu, co świadczy o lokowaniu wsi na prawie magdeburskim, a także Milo Plebanus de Brozec – notariusz przeora klasztoru Gottfrieda z Czarnowąsów, co potwierdza istnienie rzymskokatolickiej parafii we wsi.
W czasie rejzy husytów na Śląsk, w marcu 1428 Brożec wraz z okolicznymi wsiami został splądrowany i zniszczony przez husytów. Panujący na Opolu i Głogówku książęta Jan II Dobry i Mikołaj II niemodliński wystawili w 1483 dokumenty, w których potwierdzili należne mieszkańcom wsi grunty i prawo wypasania owiec. Wymienione zostały imiona i nazwiska ówczesnych mieszkańców, jak: sołtys Matthes Strziga, Sigmund Januschkowitz, Paul Kozura, Thomas Sadlo, Matthes Las, Hedwig Kotorz, Klement Nadorostlo, Gregor Petran.

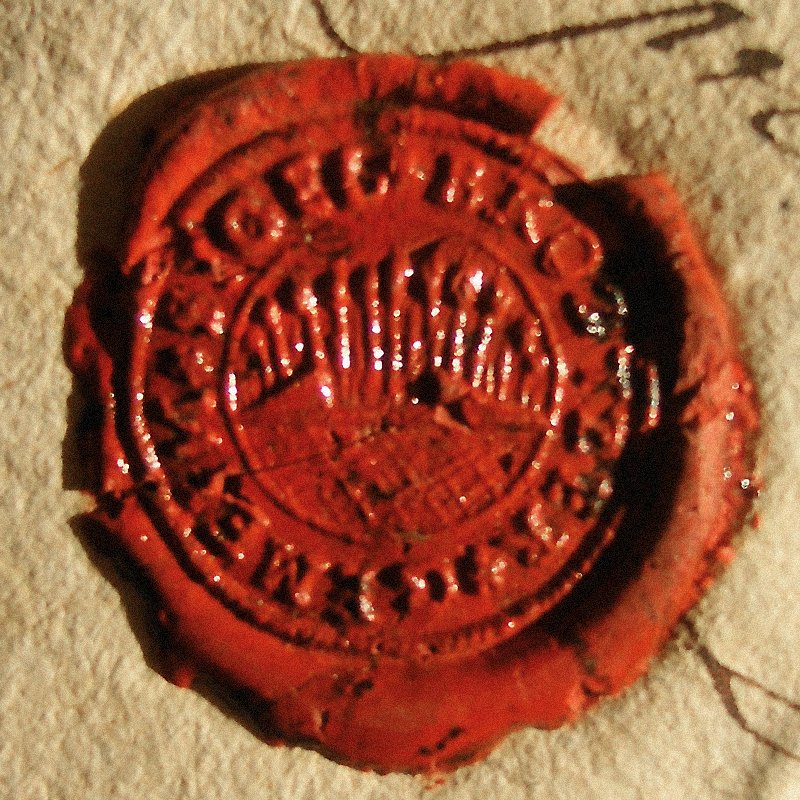
Pieczęć Brożca (1723)

W urbarzach głogówieckich z 1571 i 1635 występują nazwiska m.in. 25 gospodarzy zamieszkujących wieś, w tym: Jacob Scholtiss, Cristof Scholcz, Walekh Niedorosly, Steffan Gawranekh, Viczenczm Wrubel, Peter Skowronek i Bartekh Pelka. Zgodnie z urbarzami, znajdujący się na północ od wsi las olchowy już wtedy nosił nazwę Mosacz. W 1602 roku Georg II von Oppersdorff kupił od klasztoru w Czarnowąsach wieś Brożec wraz z należnymi dziesięcinami. Oppersdorffowie założyli folwark w Brożcu. W 1633 na Śląsku panowała epidemia dżumy, przez którą zginęła ⅓ mieszkańców Brożca. W okresie wojny trzydziestoletniej mieszkańcy wsi przeszli na wiarę protestancką. Po zakończeniu wojny, staraniem pana na Głogówku, nastąpił okres kontrreformacji. W 1661 założono wiejską księgę chrześcijan, a w 1666 księgę chrztów.

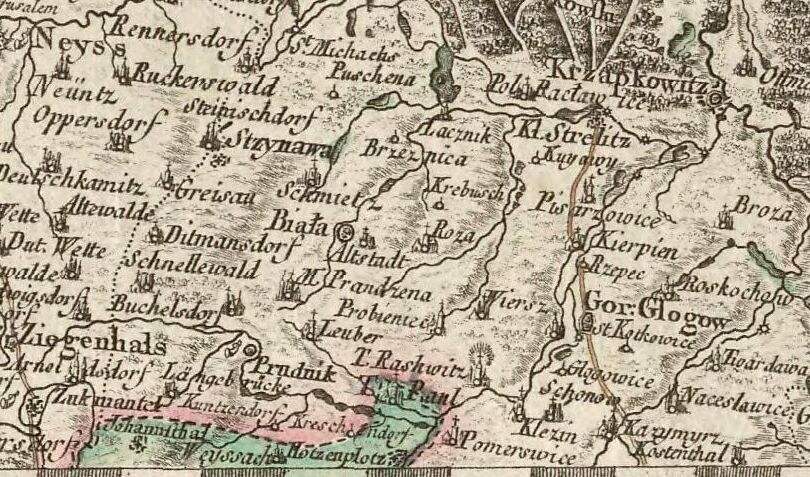
Brożec (Broza) wśród miejscowości ziemi prudnickiej na polskojęzycznej mapie z 1772

Do 1742 wieś należała do powiatu sądowego głogóweckiego w Monarchii Habsburgów. Po I wojnie śląskiej znalazła się w granicach Królestwa Prus i weszła w skład powiatu prudnickiego w prowincji Śląsk. W latach 1774–1775 wzniesiony został nowy kościół Wszystkich Świętych. W tym okresie funkcję wójta we wsi pełnił Florian Barton. Wieś posiadała swoją własną pieczęć, która przedstawiała w polu kłosy zbóż, a w otoku napis: BROSCHÜTZ: GEM: SIGL / NEYSTAETER CREYS (pol. Gmina Brożec / Powiat Prudnicki).

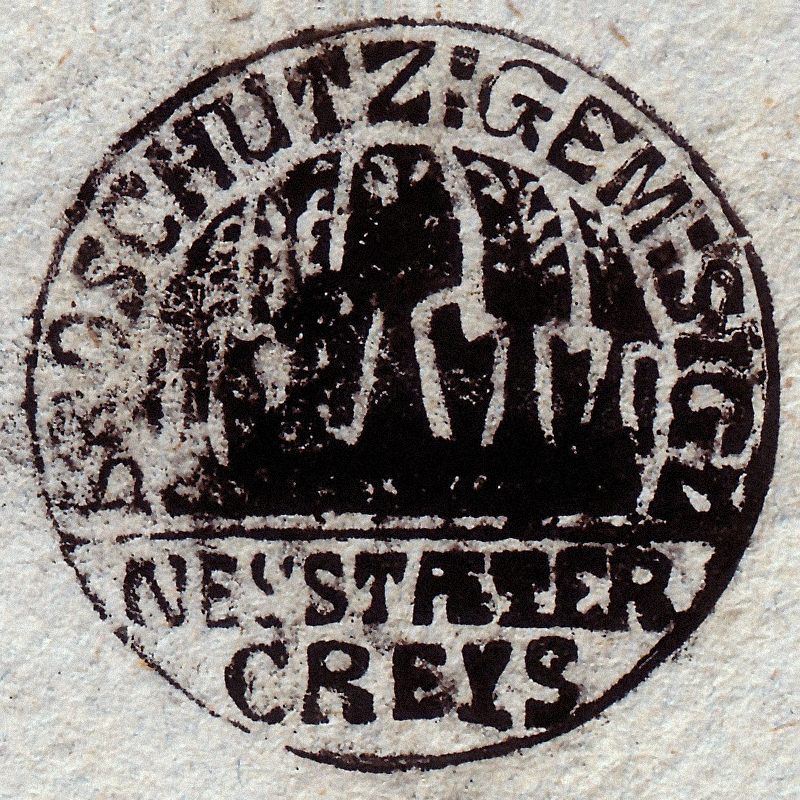
Pieczęć Brożca (1827)

W 1825 wieś liczyła 312 mieszkańców, w tym 6 protestantów. Funkcjonowała szkoła z jednym nauczycielem. W 1890 Brożec miał 738 mieszkańców. W 1910 wzniesiono nowy budynek szkoły. Według spisu ludności z 1 grudnia 1910, na 777 mieszkańców Brożca 16 posługiwało się językiem niemieckim, a 761 językiem polskim. W 1920 w Brożcu powstał pomnik upamiętniający mieszkańców wsi, którzy zginęli podczas I wojny światowej (rozbudowany w 1991 o tablice z nazwiskami poległych w II wojnie światowej). W 1921 w zasięgu plebiscytu na Górnym Śląsku znalazła się tylko część powiatu prudnickiego. Brożec znalazł się po stronie wschodniej, w obszarze objętym plebiscytem. Do głosowania uprawnione były w Brożcu 572 osoby, z czego 428, ok. 74,8%, stanowili mieszkańcy (w tym 425, ok. 74,3% całości, mieszkańcy urodzeni w miejscowości). Oddano 563 głosy (ok. 98,4% uprawnionych), w tym 562 (ok. 99,8%) ważne; za Niemcami głosowały 533 osoby (ok. 94,8%), a za Polską 29 osób (ok. 5,1%).

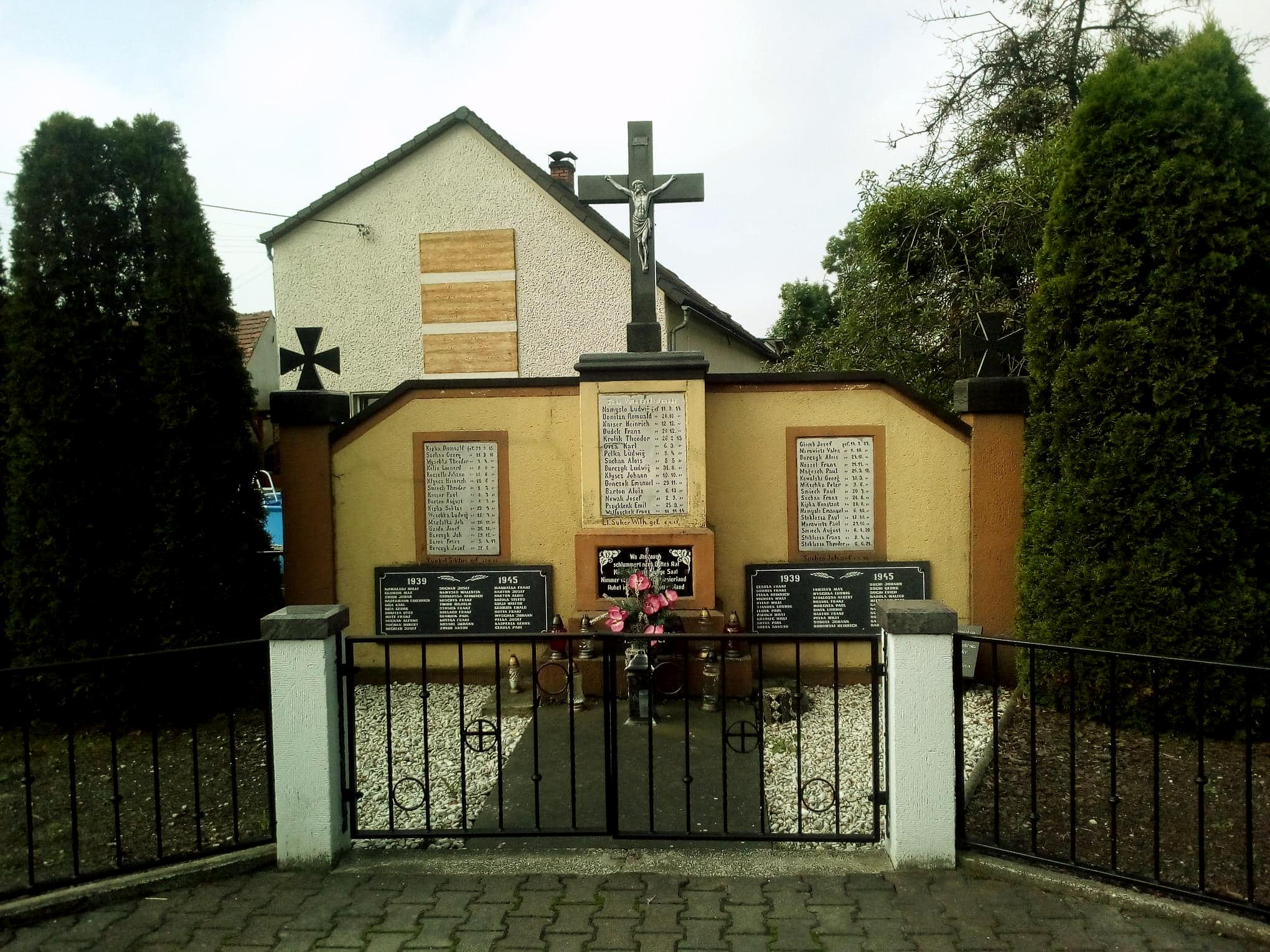
Pomnik poległych w I i II wojnie światowej

W okresie międzywojennym nastąpił we wsi rozwój rolnictwa i rzemiosła. Jej mieszkańcy specjalizowali się m.in. kowalstwem, ślusarstwem, stolarstwem, kołodziejstwem, krawiectwem, szewstwem i malarstwem. Znajdował się w niej sklep spożywczy Augusta Kowalsky’ego, masarnie prowadzili Leon Rogosch i August Schady, piekarnie Erich Korgel i Joseph Gabor. Pocztę prowadziła Maria Namyslo. Gospody były prowadzone przez Marię Namyslo i Josefa Donitza. Funkcjonowała orkiestra dęta oraz ochotnicza straż pożarna. We wsi był folwark z gorzelnią i lasem należący do Reichsgrafa von Oppersdorff z Głogówka. W latach 20. XX wieku w pobliskim lesie powstała leśniczówka (wysadzona w latach 80. XX wieku). W 1938 zbudowano betonową drogę do Krapkowic.
Według wyników ankiety kościelnej z 1931, odsetek Polaków wśród mieszkańców Brożca oceniono na 30–40%. W 1938 nazistowska organizacja Bund Deutscher Osten, zbierająca dane na temat języków używanych przez Ślązaków, napisała raport z ankiety przeprowadzonej w Brożcu: „Brożec. pow. prudnicki (r. 1937–38): Nie zaznacza się wzrost języka niemieckiego. W czasie próby zbierania podpisów – celem zwiększenia liczby nabożeństw niemieckich ujawniła się kontrakcja, podczas której przywódca wieśniaków Jan Kurpiela i ogniomistrz z miejscowej straży pożarnej, Cebula Alojzy, osobiście zbierali podpisy, aby się przeciwstawić tej akcji. Od tego czasu jest spokój, lecz Niemcy odczuwają nawet spadek niemczyzny w Kościele”.
Podczas II wojny światowej, Armia Czerwona wkroczyła do Brożca w drodze na Prudnik podczas operacji górnośląskiej rankiem 19 marca 1945. Plebania została zajęta na potrzeby wojska. Ksiądz Jan Smogorzewski opisał w kronice parafialnej sytuację we wsi: „[…] budynki nie zostały zniszczone. […] Dużo ludności brakowało w domach – szczególnie mężczyzn. W parafii mieszkało około 100 rodzin repatriantów zza Buga, osiedlona tu przez PUR”.
Od marca do maja 1945 powiat prudnicki znajdował się pod kontrolą radzieckiej komendantury wojskowej. 11 maja 1945 polska administracja przejęła władzę cywilną w powiecie prudnickim. Mieszkańcom Brożca, posługującym się dialektem śląskim bądź znającym język polski, pozwolono pozostać we wsi po otrzymaniu polskiego obywatelstwa.
W latach 1945–1950 Brożec należał do województwa śląskiego, a od 1950 do województwa opolskiego. W latach 1945–1954 wieś należała do gminy Walce, w latach 1954–1961 była siedzibą gromady Brożec, a w latach 1961–1972 należała do gromady Żużela. Podlegała urzędowi pocztowemu w Głogówku.
W 1949 we wsi znajdowały się między innymi: szkoła podstawowa prowadzona przez Inspektorat Szkolny w Prudniku, kotlarz, krawiec, dwóch piekarzy, dwóch wędliniarzy. Do 1956 roku Brożec należał do powiatu prudnickiego. W związku z reformą administracyjną, w 1956 Brożec został odłączony od powiatu prudnickiego i przyłączony do nowo utworzonego krapkowickiego.
W okresie powojennym wieś została rozbudowana. Powstały nowe ulice: Kwiatowa, Podgórna i Nowa. Na pozostałych został dobudowany szereg budynków. W 1978 wzniesiono budynek przedszkola. 26 czerwca 1983 za sprawą arcybiskupa Alfonsa Nossola wieś wizytował kardynał Joseph Ratzinger, od 2005 papież Benedykt XVI. Fakt ten upamiętniono na tablicy okolicznościowej w kościele parafialnym. W 1994 i 1995 do wsi doprowadzono sieć wodociągową i telefoniczną. W latach 2017–2018 zbudowano kanalizację sanitarną w Brożcu.

## Mieszkańcy

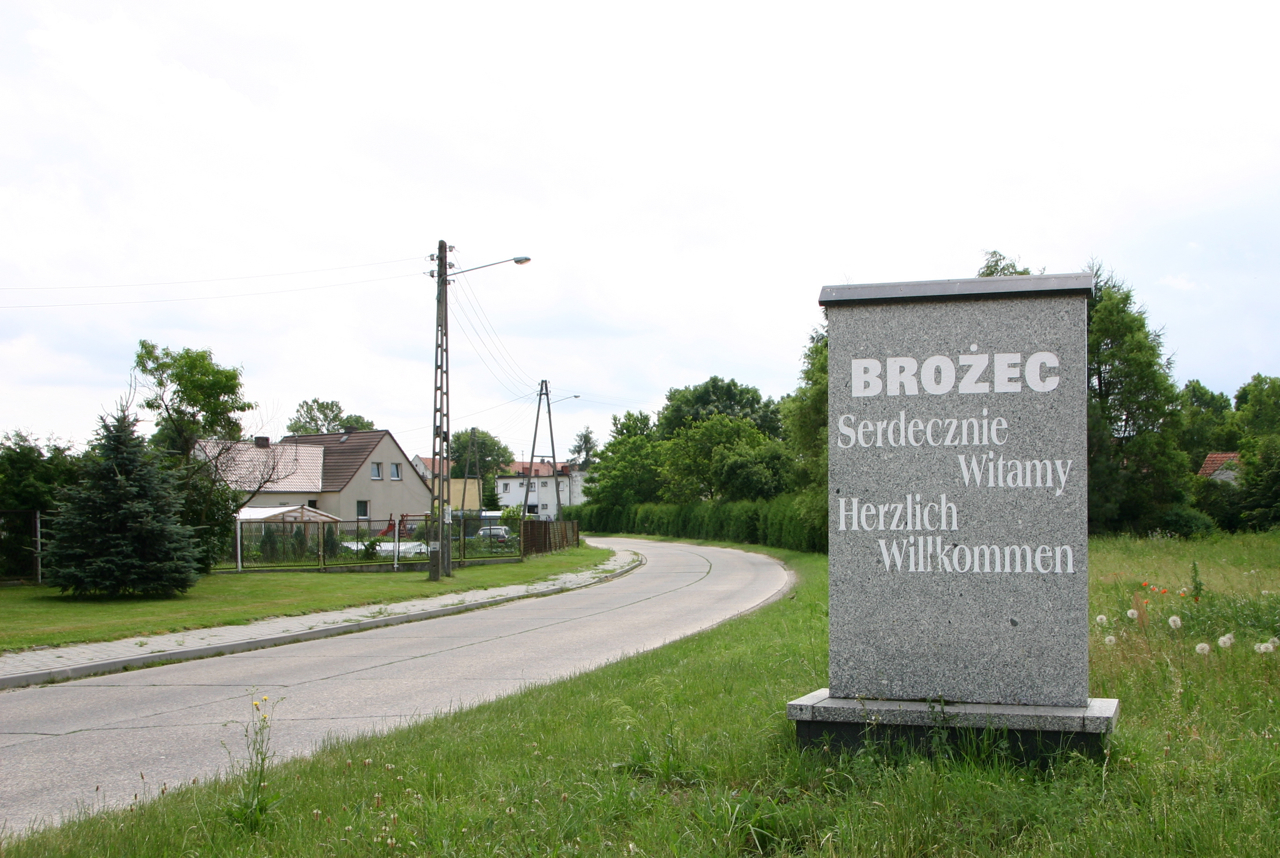
Dwujęzyczny, polsko-niemiecki znak powitalny przy wjeździe do Brożca

Miejscowość zamieszkiwana jest przez mniejszość niemiecką oraz Ślązaków. Mieszkańcy wsi posługują się gwarą prudnicką, będącą odmianą dialektu śląskiego. Należą do podgrupy gwarowej nazywanej Buchciołrzy.

### Liczba mieszkańców wsi
- 1679 – ok. 150
- 1784 – 250 (liczba parafian w wiosce)
- 1825 – 312
- 1830 – 312
- 1855 – 534 (wraz ze Swornicą, obecnym przysiółkiem Grocholubia)
- 1861 – 531 (wraz ze Swornicą)
- 1871 – 547[42]
- 1885 – 645[43]
- 1890 – 738
- 1905 – 735[44]
- 1910 – 777[21]
- 1920 – 820
- 1933 – 887[45]
- 1939 – 886[45]
- 1941 – 886
- 1966 – 823[46]
- 1998 – 968[47]
- 2002 – 933[47]
- 2009 – 863[47]
- 2011 – 850[47]
- 2015 – 834
- 2016 – 825
- 2017 – 810
- 2018 – 795
- 2019 – 796
- 2020 – 782[48]

## Zabytki

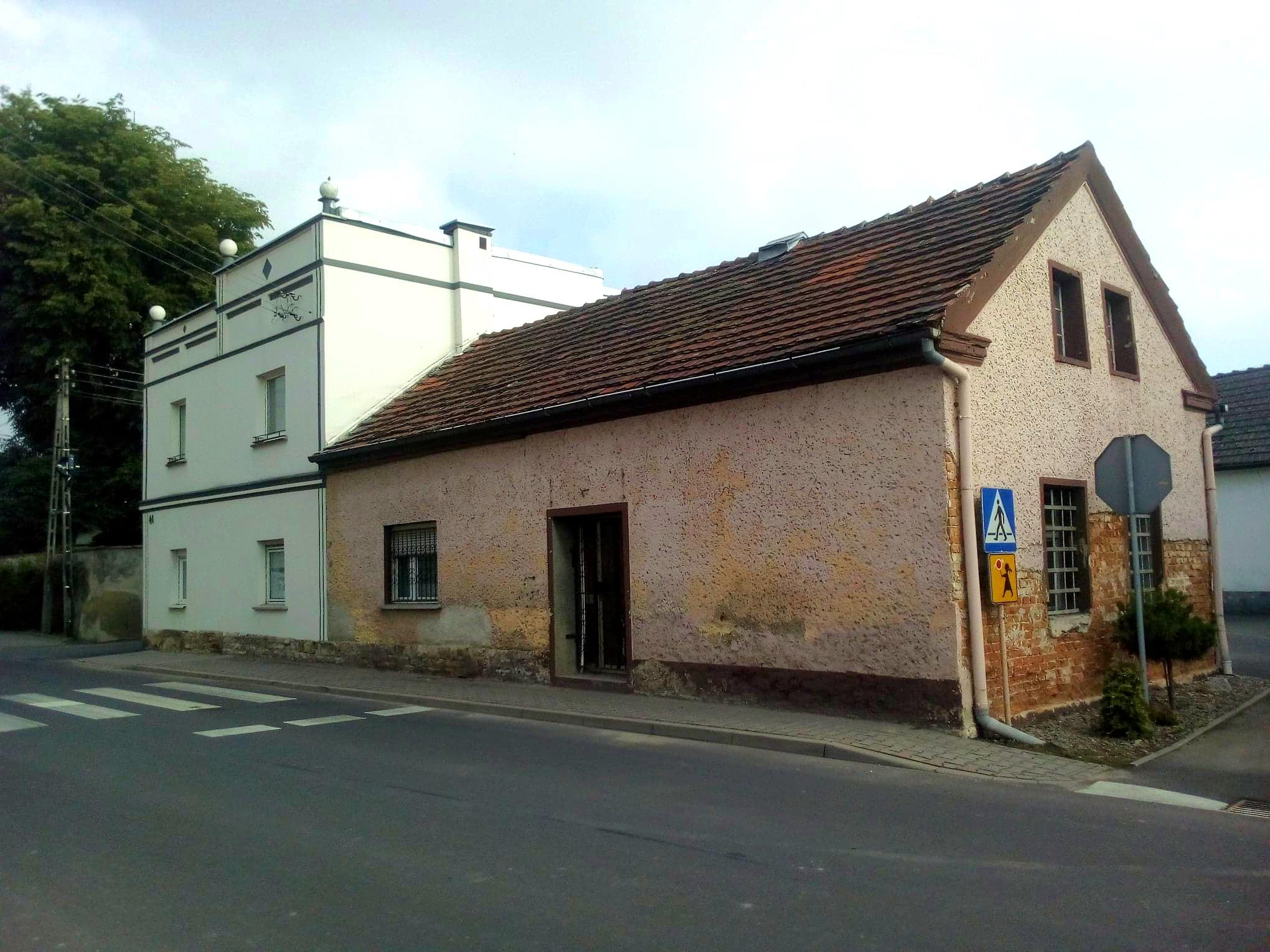
Budynek mieszkalny, dawna karczma i sklep

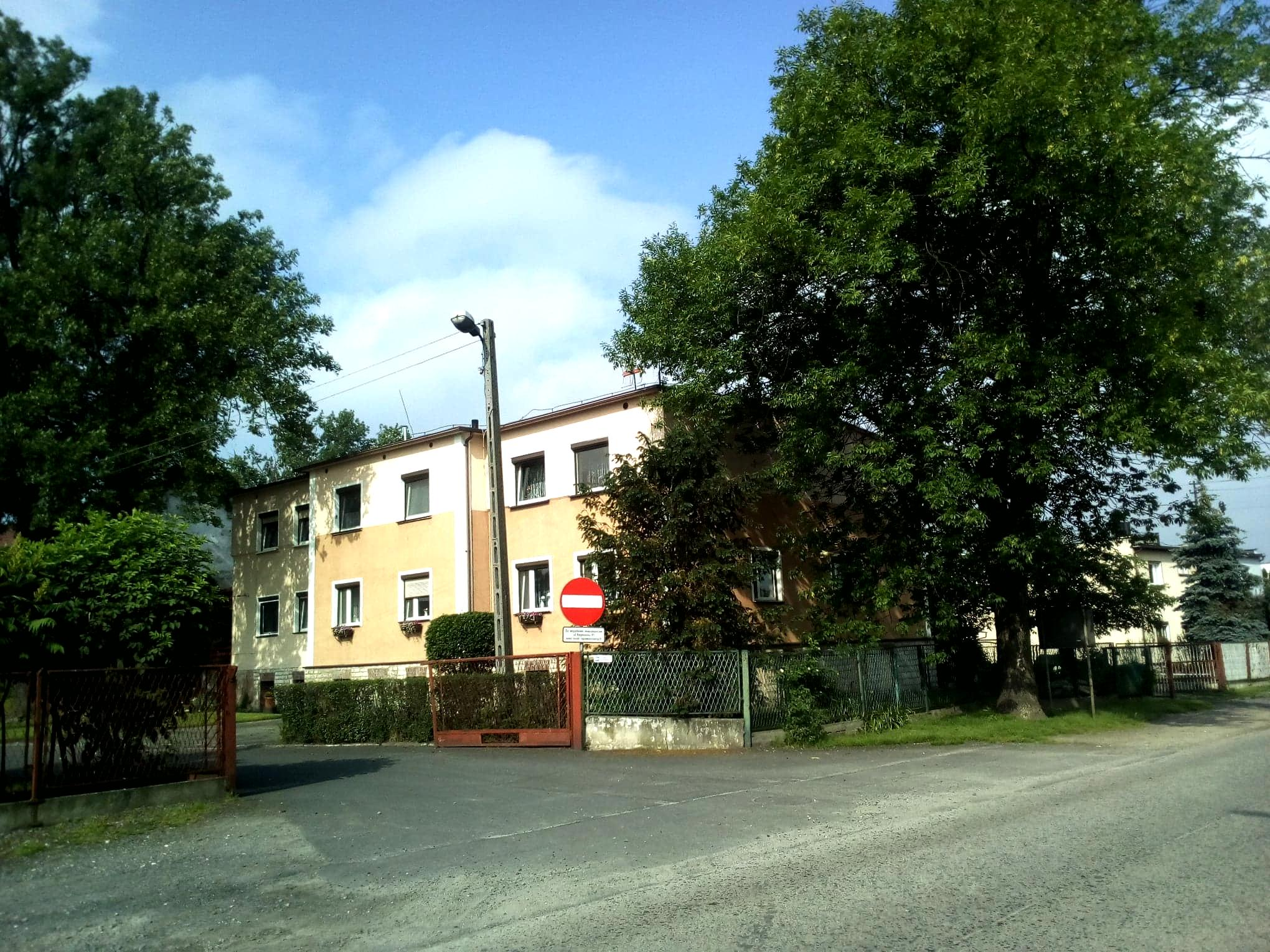
Budynek dawnej rządcówki

Według rejestru zabytków Narodowego Instytutu Dziedzictwa na listę zabytków wpisane są:
- kościół parafialny pw. Wszystkich Świętych, barokowy, wybudowany w 1779 roku przez ks. Klosego jest najstarszym kościołem w gminie. Szczególnie cenne zabytki w kościele to barokowa ambona, konfesjonał, chrzcielnica oraz XIX-wieczne organy
- kapliczka, w rozwidleniu dróg, z pocz. XX w.
- spichrz folwarczny, z poł. XIX w. Niegdyś przylegała do niego, dziś już nieistniejąca, gorzelnia, a także budynek gospodarczy, którego istniejąca część służy dziś mieszkańcom.

Zgodnie z gminną ewidencją zabytków w Brożcu chronione są ponadto:
- układ ruralistyczny wsi
- budynki mieszkalne przy ul. Reymonta: 28 (początek XX w.), 30 (początek XX w.), 43 (początek XX w.), 44 (4. ćw. XIX w.), 47 (XIX w.), 48 (4. ćw. XIX w.)
- karczma, ob. restauracja, ul. Reymonta 34, 1880
- szkoła, ul. Reymonta 65, 1910
- zespół folwarczny, ul. Reymonta 95-97
  - obora, ul. Reymonta 95, z XIX w.
  - stodoły, ul. Reymonta 95, z XIX w.
  - rządcówka, ul. Reymonta 97, z XIX w., 2 poł. XX w.
- cmentarz
- kapliczka koło domu ul. Reymonta 38, początek XX w.
- kapliczka koło domu ul. Reymonta 62, początek XX w.
- pomnik żołnierzy poległych w I i II wojnie światowej, naprzeciwko domu ul. Reymonta 40, lata 30. XX w.

## Pomniki i obiekty upamiętniające
- Pomnik poległych w I i II wojnie światowej – pomnik w Brożcu powstały w 1920 jako upamiętnienie mieszkańców wsi, którzy polegli w I wojnie światowej. W 1991 dostawiono do niego tablicę z nazwiskami mężczyzn, którzy zginęli podczas II wojny światowej. Tablica w języku polskim nie tłumaczy dokładnie inskrypcji niemieckiej: Ofiarom wojen mieszkańcy Brożec. Pomnik wieńczą trzy duże krzyże: w środku krzyż chrześcijański, po bokach ciemne granitowe krzyże w kształcie Krzyża Żelaznego. Zgodnie z kryteriami w sprawie upamiętnień na obszarze RP żołnierzy niemieckich przyjętymi w uchwale Rady Ochrony Pamięci Walk i Męczeństwa w 1995, pomnik został uznany za nieprawidłowy[22].

## Oświata

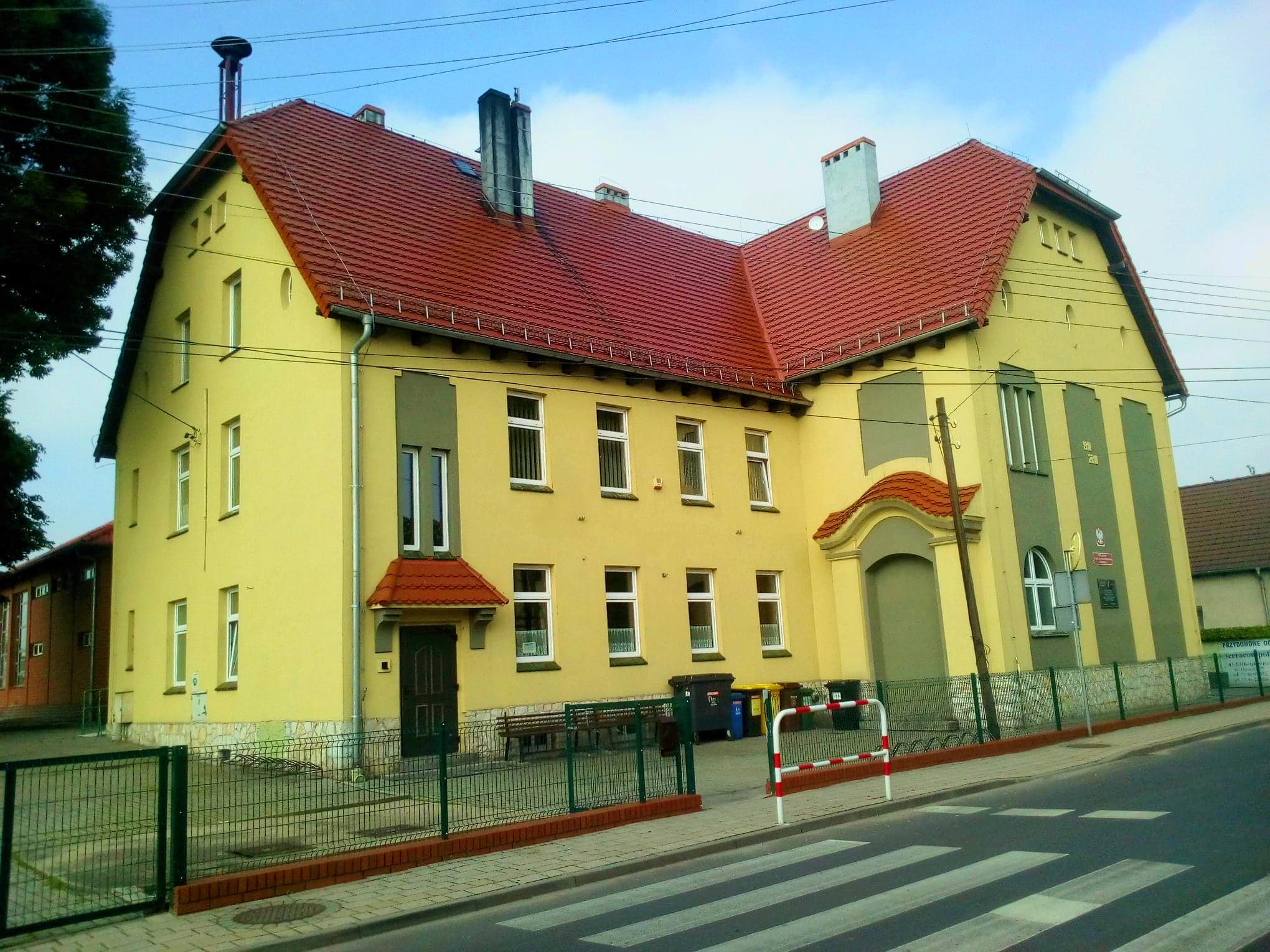
Publiczna Szkoła Podstawowa

W Brożcu przy ul. Reymonta 65 znajduje się Publiczna Szkoła Podstawowa, a przy ul. Miodowej 28 – Publiczne Przedszkole.

## Kultura

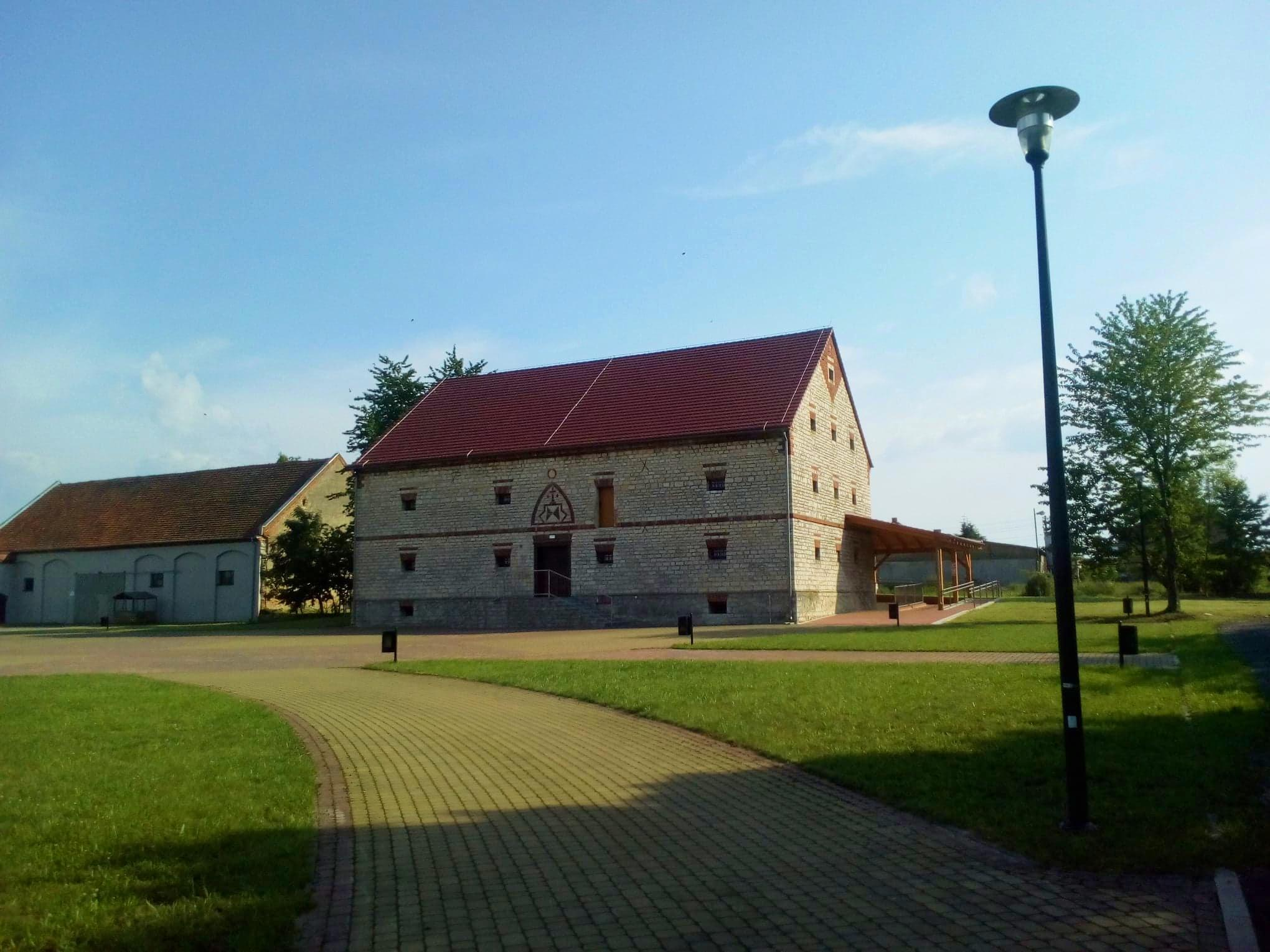
Centrum Dziedzictwa Kulturowego i Turystycznego

Spichlerz dawnego folwarku Oppersdorffów w 2018 przeszedł remont, w wyniku którego został zaadaptowany na cele kulturalno-społeczne. Utworzono w nim Centrum Dziedzictwa Kulturowego i Turystycznego, otwarte 30 marca 2019. Zgromadzono w nim przedmioty związane z dawnym życiem mieszkańców Brożca i okolicznych miejscowości, a także umieszczono w nim tablice o historii poszczególnych miejscowości oraz dokumenty. We wsi znajduje się filia Gminnej Biblioteki Publicznej w Walcach.
W Brożcu działa Niemieckie Koło Przyjaźni (Deutscher Freundeskreis) – oddział terenowy Towarzystwa Społeczno-Kulturalnego Niemców na Śląsku Opolskim. W 1991 Piotr Miczka założył przy DFK Brożec chór mieszany „Brosci Chorus”. Działa również młodzieżowy zespół taneczny „Przecinek”.

## Religia

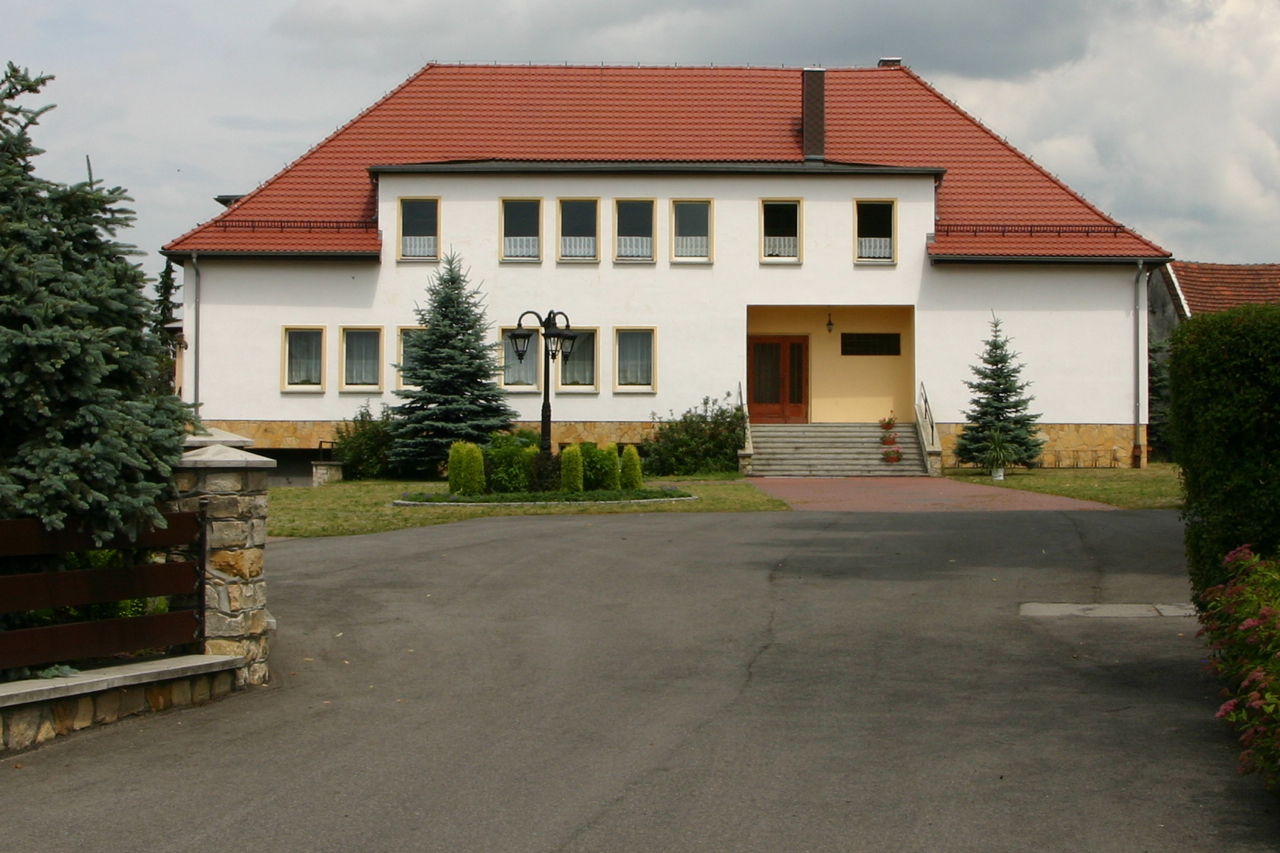
Dom zakonny elżbietanek

W Brożcu znajduje się katolicki kościół Wszystkich Świętych, który jest siedzibą parafii Wszystkich Świętych (dekanat Krapkowice). We wsi działała placówka Zgromadzenia Sióstr św. Elżbiety, założona w 1983, zlikwidowana w 2023r. W lesie Mosacz nieopodal Brożca, nad źródłem Studzionka, w 2008 postawiono krzyż i drewnianą altanę. Odbywają się w tym miejscu nabożeństwa majowe.

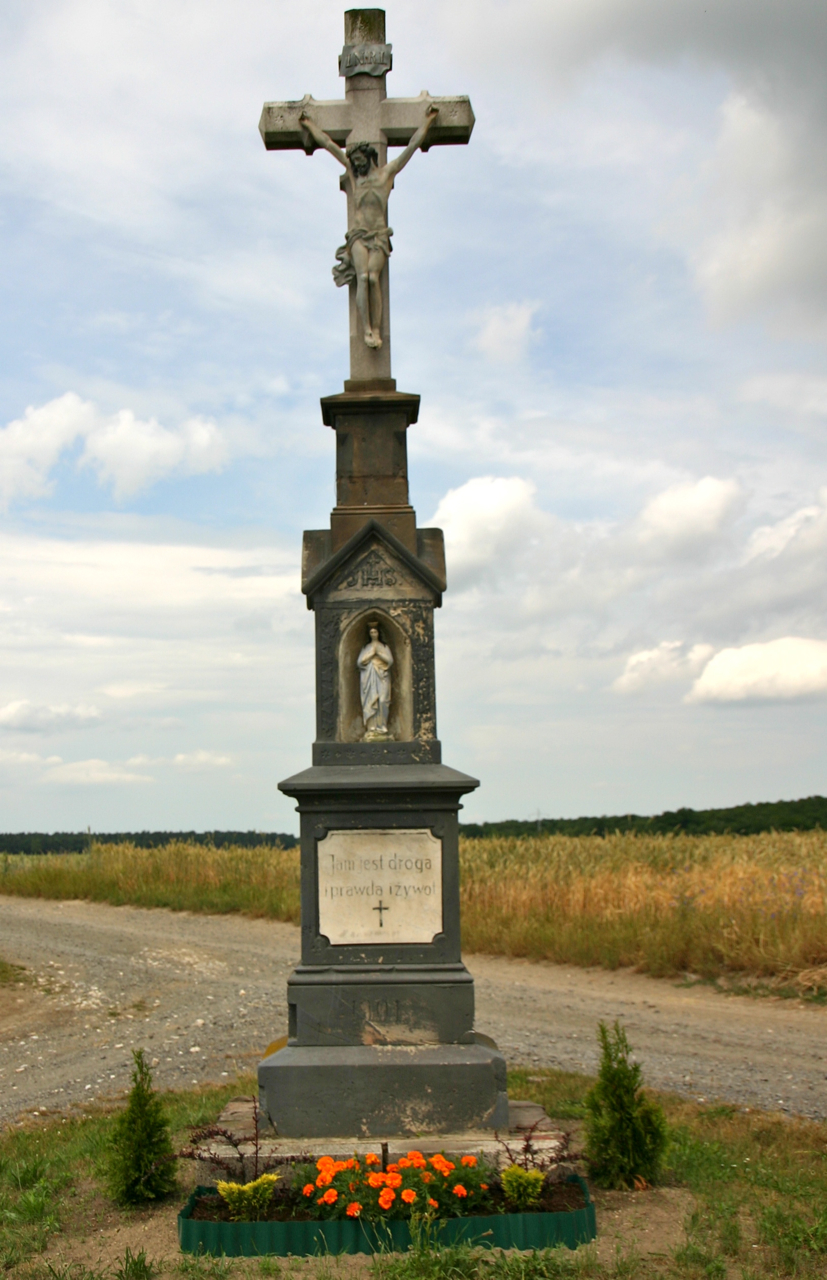
Krzyż przydrożny
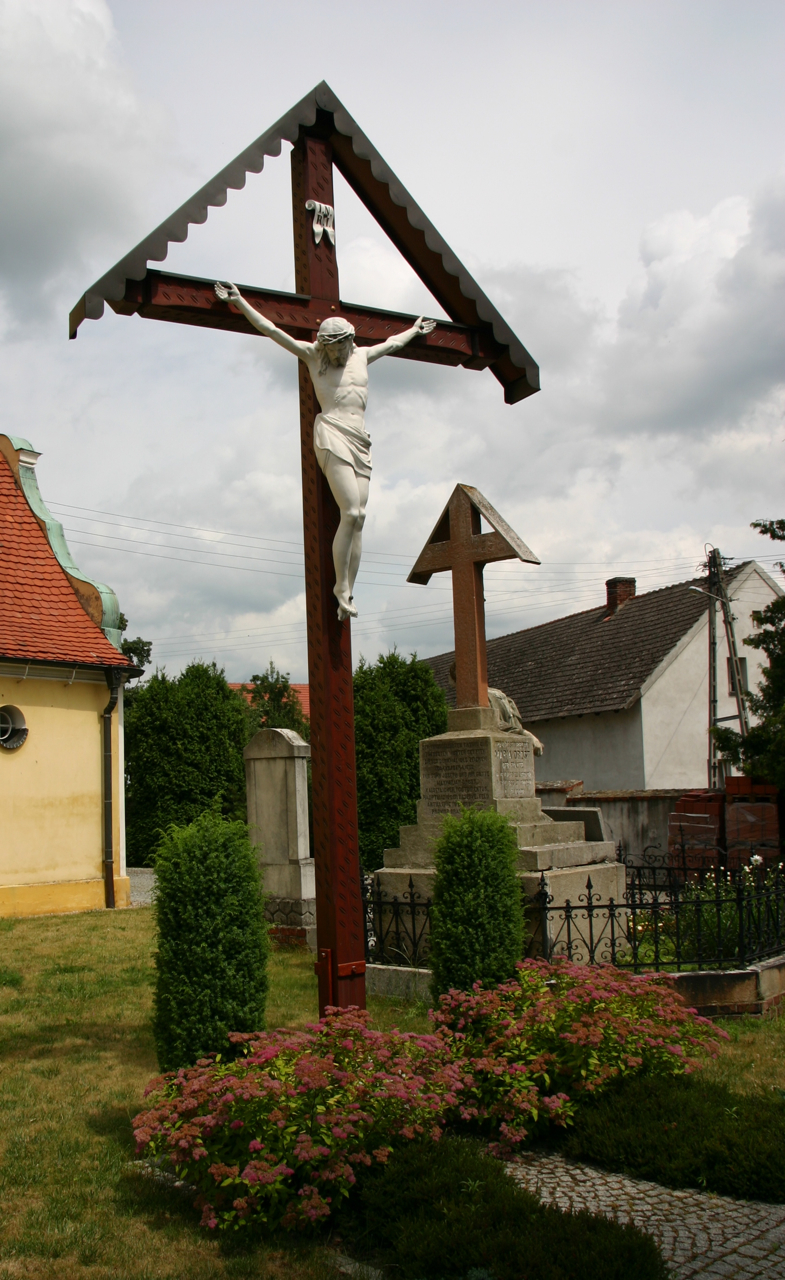
Krzyż przy kościele

## Sport
W 2000 oddano do użytku salę gimnastyczną przy Szkole Podstawowej.

## Turystyka
Na skraju wsi znajduje się kapliczka i drobna infrastruktura dla turystów lub pątników. Oddział PTTK „Sudetów Wschodnich” w Prudniku ustanowił turystyczną Odznakę Krajoznawczą Ziemi Prudnickiej, którą zdobywa się poprzez zwiedzenie odpowiedniej liczby obiektów w miejscowościach położonych na ziemi prudnickiej, w tym w Brożcu.

## Bezpieczeństwo

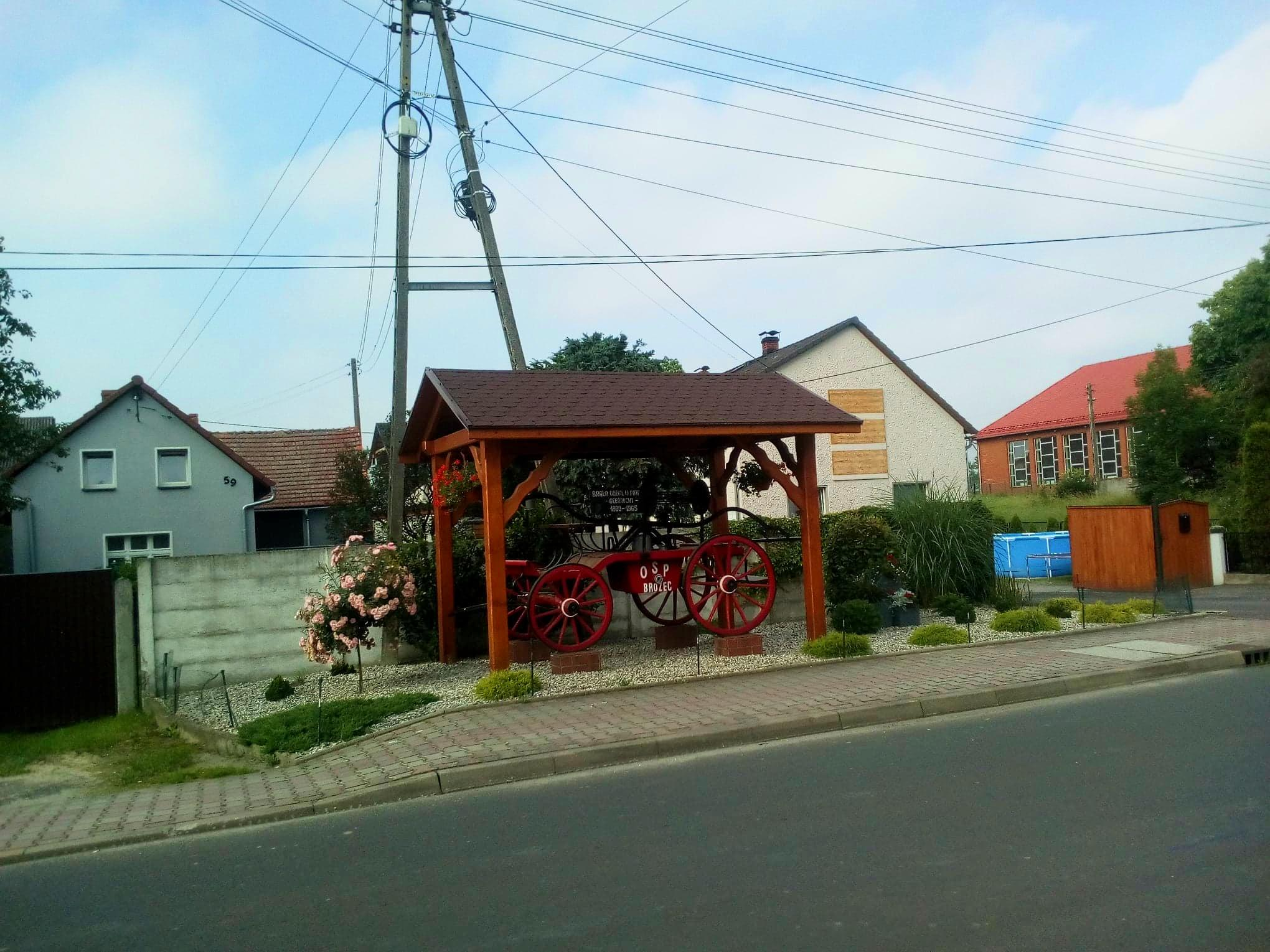
Historyczny wóz strażacki w Brożcu

W zakresie ochrony przeciwpożarowej oraz innych miejscowych zagrożeń w Brożcu działa jednostka Ochotniczej Straży Pożarnej. Jednostka OSP została założona w 1924. Do 1998 bezpieczeństwo pożarowe w Brożcu było nadzorowane przez Komendę Rejonową PSP w Prudniku.
Miejscowość jest pod opieką dzielnicowego rejonu służbowego nr 7 Komendy Powiatowej Policji w Krapkowicach.
Teren wsi, jak i całej gminy Walce, położony jest w strefie nadgranicznej w związku z czym Straż Graniczna dysponuje, na tym obszarze, specjalnymi kompetencjami w zakresie bezpieczeństwa. Gminę Walce obejmuje zasięgiem służbowym placówka Straży Granicznej w Opolu ze Śląskiego Oddziału SG.

## Ludzie związani z Brożcem
- Alfons Nossol (ur. 1932) – ksiądz katolicki, biskup opolski, urodzony w Brożcu
- Piotr Miczka (1942–2020) – samorządowiec, wójt gminy Walce w latach 1994–2006, zamieszkały i zmarły w Brożcu